# Isodontia
Genre
Isodontia est un genre d'hyménoptères de la famille des Sphecidae.

## Les espèces européennes
Selon Fauna Europaea :
- Isodontia mexicana (Saussure, 1867)
- Isodontia paludosa (Rossi, 1790)
- Isodontia splendidula (A. Costa, 1858)

## Liste complète des espèces
Selon ITIS (2 avril 2021) :
- Isodontia albata Hensen, 1991
- Isodontia alvarengai Fritz, 1983
- Isodontia apicalis (F. Smith, 1856)
- Isodontia apicata (Bingham, 1897)
- Isodontia aurifrons (F. Smith, 1859)
- Isodontia auripes (Fernald, 1906)
- Isodontia auripygata (Strand, 1913)
- Isodontia azteca (de Saussure, 1867)
- Isodontia bastiniana Richards, 1937
- Isodontia boninensis (Tsuneki, 1973)
- Isodontia bruneri (Fernald, 1943)
- Isodontia capillata Hensen, 1991
- Isodontia cellicula Li & Yang, 1996
- Isodontia cestra Hensen, 1991
- Isodontia chrysorrhoea (Kohl, 1890)
- Isodontia costipennis (Spinola, 1851)
- Isodontia cyanipennis (Fabricius, 1793)
- Isodontia delicata Hensen, 1991
- Isodontia diodon (Kohl, 1890)
- Isodontia dolosa (Kohl, 1895)
- Isodontia edax (Bingham, 1897)
- Isodontia egens (Kohl, 1898)
- Isodontia elegans (F. Smith, 1856)
- Isodontia elsei Hensen, 1991
- Isodontia exornata Fernald, 1903
- Isodontia formosicola (Strand, 1913)
- Isodontia franzi (Cameron, 1902)
- Isodontia fuscipennis (Fabricius, 1804)
- Isodontia guaranitica Willink, 1951
- Isodontia harmandi (Pérez, 1905)
- Isodontia immaculata Hensen, 1991
- Isodontia jaculator (F. Smith, 1860)
- Isodontia laevipes (W. Fox, 1897)
- Isodontia leonina (de Saussure, 1890)
- Isodontia longiventris (de Saussure, 1867)
- Isodontia maidli (Yasumatsu, 1938)
- Isodontia mexicana (de Saussure, 1867)
- Isodontia nidulans Hensen, 1991
- Isodontia nigella (F. Smith, 1856)
- Isodontia nigelloides (Strand, 1915)
- Isodontia obscurella (F. Smith, 1856)
- Isodontia ochroptera (Kohl, 1890)
- Isodontia paludosa (Rossi, 1790)
- Isodontia papua Hensen, 1991
- Isodontia paranensis (Berland, 1926)
- Isodontia pelopoeiformis (Dahlbom, 1845)
- Isodontia pempuchi (Tsuneki, 1971)
- Isodontia permutans (R. Turner, 1912)
- Isodontia petiolata (Drury, 1773)
- Isodontia philadelphica (Lepeletier de Saint Fargeau, 1845)
- Isodontia pilipes Hensen, 1991
- Isodontia poeyi Pate, 1948
- Isodontia praslinia (Guérin-Méneville, 1831)
- Isodontia sepicola (F. Smith, 1859)
- Isodontia severini (Kohl, 1898)
- Isodontia simoni (du Buysson, 1898)
- Isodontia sonani (Yasumatsu, 1938)
- Isodontia splendidula (A. Costa, 1858)
- Isodontia stanleyi (Kohl, 1890)
- Isodontia vanlinhi Pham, 2016
- Isodontia vidua (F. Smith, 1856)
- Isodontia visseri Willink, 1951